# 福岡県道787号勝立三川線
福岡県道787号勝立三川線（ふくおかけんどう787ごう かつだちみかわせん）は、福岡県大牟田市から熊本県荒尾市を経由し、再び福岡県大牟田市に至る一般県道である。

## 概要
福岡県大牟田市新勝立町4丁目から熊本県荒尾市を経由し、福岡県大牟田市三里町2丁目に至る。
起点から国道208号手前までは狭隘な区間が続くが、国道208号から終点までは片側1車線が確保されている。大牟田市の神田町地区のごく一部区間で荒尾市の飛び地を通過し、また接続する熊本県道29号荒尾南関線とごくわずかに重複するが、全区間が福岡県の県道として指定されている。

### 路線データ
- 起点：福岡県大牟田市新勝立町4丁目（福岡県道・熊本県道3号大牟田植木線交点）
- 終点：福岡県大牟田市三里町2丁目（三里町2丁目交差点、国道389号交点、福岡県道736号三池港線終点）

## 路線状況

### 重複区間
- 熊本県道29号荒尾南関線（熊本県荒尾市下井手 - 福岡県大牟田市神田町）

### 道路施設

#### 橋梁
- 福岡県
  - 萩尾橋（関川、大牟田市）

## 地理

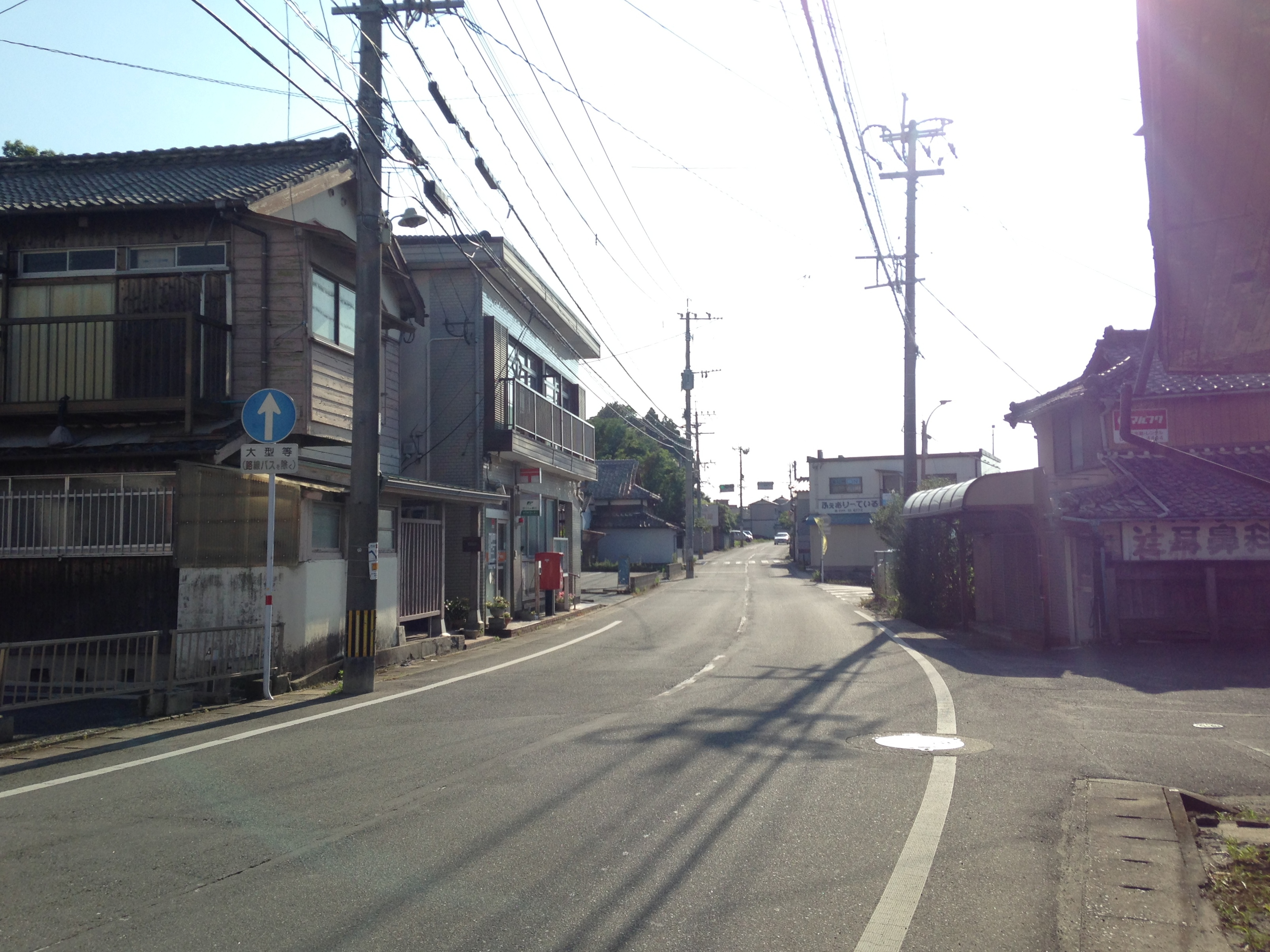
熊本県荒尾市倉掛バス停付近・熊本県道29号荒尾南関線との重複区間。道路を境に左側は熊本県、右側は福岡県である。

### 通過する自治体
- 福岡県
  - 大牟田市
- 熊本県
  - 荒尾市
- 福岡県
  - 大牟田市

### 交差する道路
| 交差する道路                                                                            | 都道府県名 | 市町村名 | 交差する場所  | 交差する場所             |
| --------------------------------------------------------------------------------------- | ---------- | -------- | ------------- | ------------------------ |
| 福岡県道・熊本県道3号大牟田植木線                                                       | 福岡県     | 大牟田市 | 新勝立町4丁目 | 起点                     |
| 熊本県道29号荒尾南関線 重複区間起点                                                     | 熊本県     | 荒尾市   | 下井手        |                          |
| 熊本県道29号荒尾南関線 重複区間終点                                                     | 福岡県     | 大牟田市 | 神田町        |                          |
| 福岡県道788号藤田上官線                                                                 | 福岡県     | 大牟田市 | 桜町          |                          |
| 国道208号                                                                               | 福岡県     | 大牟田市 | 船津町        | 船津町交差点             |
| 国道389号 国道501号 重複 福岡県道・熊本県道126号大牟田荒尾線 重複 福岡県道736号三池港線 | 福岡県     | 大牟田市 | 三里町2丁目   | 三里町2丁目交差点 / 終点 |

### 交差する鉄道
- 鹿児島本線

### 沿線
- 有明工業高等専門学校
- グリーンランド
- 三井三池炭鉱旧万田坑
- 三池港